# خاووپکی واژسکیه
خاووپکی واژسکیه (به لهستانی:  Chałupki Łaziskie) یک روستا در لهستان است که در گمینا اورونگسکو واقع شده‌است.